# 京浜電力
京浜電力株式会社（けいひんでんりょく かぶしきがいしゃ）は、かつて存在した日本の電力会社である。1920年（大正9年）から1925年（大正14年）にかけて存在した初代法人と、第二京浜電力株式会社として設立され1941年（昭和16年）まで存在した2代目法人がある。
神奈川県横浜市への電力供給を目指して起業された電力会社であり、初代・2代目法人ともに関東最大の電力会社東京電灯の傘下企業として同社への電力供給を専門に手掛けた。初代京浜電力は長野県を流れる信濃川水系で電源開発を手掛けつつ横浜方面とを結ぶ長距離送電線を建設。東京電灯へと吸収された初代法人から水利権を引き継いだ2代目京浜電力は信濃川水系の開発を継続しつつ傍系会社などの合併で山梨県にも水力発電所を持った。2代目法人は戦時下の電力国家管理政策により日本発送電へと全設備を移管し解散した。

## 概要
京浜電力株式会社は、大正から昭和戦前期にかけて存在した電力会社である。1920年（大正9年）から5年間存在した初代法人と1925年（大正14年）から16年間存在した2代目法人の2つがあるが、双方とも同時代の業界大手「五大電力」の一角を占める関東最大の電力会社東京電灯の傘下企業であり、一般需要家への配電は一切行わず東京電灯への電力供給のみを手掛ける卸売り専業の電力会社であった。
初代京浜電力は「梓川水電」という発起段階での社名が示す通り、長野県を流れる梓川（信濃川水系犀川の上流部）における水力発電所建設を主目的としていた。元は大倉財閥の大倉喜八郎らによって企画されたものだが、会社設立を前に神奈川県横浜市を地盤とする電力会社横浜電気が計画に参入したため、1920年3月に会社が発足した際には横浜電気が筆頭株主となった。東京電灯の傘下に入ったのは、この横浜電気が翌1921年（大正10年）5月に同社へ吸収されたためである。初代京浜電力は東京電灯の後援を得て工事を進め、1923年（大正12年）3月、梓川の発電所（1か所）と横浜近郊の変電所、それに発電所と変電所を繋ぐ全長200キロメートルの長距離送電線を完成させて開業した。
1925年5月、初代京浜電力は梓川で工事中の発電所などを現物出資する形で「第二京浜電力株式会社」を設立。自身は同年10月東京電灯へと吸収され消滅した。この第二京浜電力は翌1926年（大正15年）3月に京浜電力の社名を継いだ（2代目京浜電力）。2代目京浜電力は梓川開発を進めるとともに、1933年（昭和8年）から翌年にかけて東京電灯への売電専業の同業者中央電力株式会社・小武川電力株式会社を相次いで合併し山梨県の富士川水系にも発電所を持った。2代目京浜電力は最終的に信濃川水系・富士川水系に計10か所の水力発電所を持つに至るが、送電を東京電灯へ依存しており初代京浜電力と異なって長距離送電線を建設しなかった。
日中戦争下で始まった電力国家管理のため1939年（昭和14年）4月に一部送電・変電設備を日本発送電へと出資したのち、1941年（昭和16年）10月に発電所を含む残りの設備を同社へと追加出資して2代目京浜電力は解散した。日本発送電に引き継がれた発電所に関しては、太平洋戦争後の1951年（昭和26年）5月に実施された電気事業再編成で長野県内分も含めてすべて東京電力へと引き継がれている。

## 初代京浜電力の展開
以下、1920年から1925年にかけて存在した初代京浜電力の沿革について記述する。

### 設立の経緯

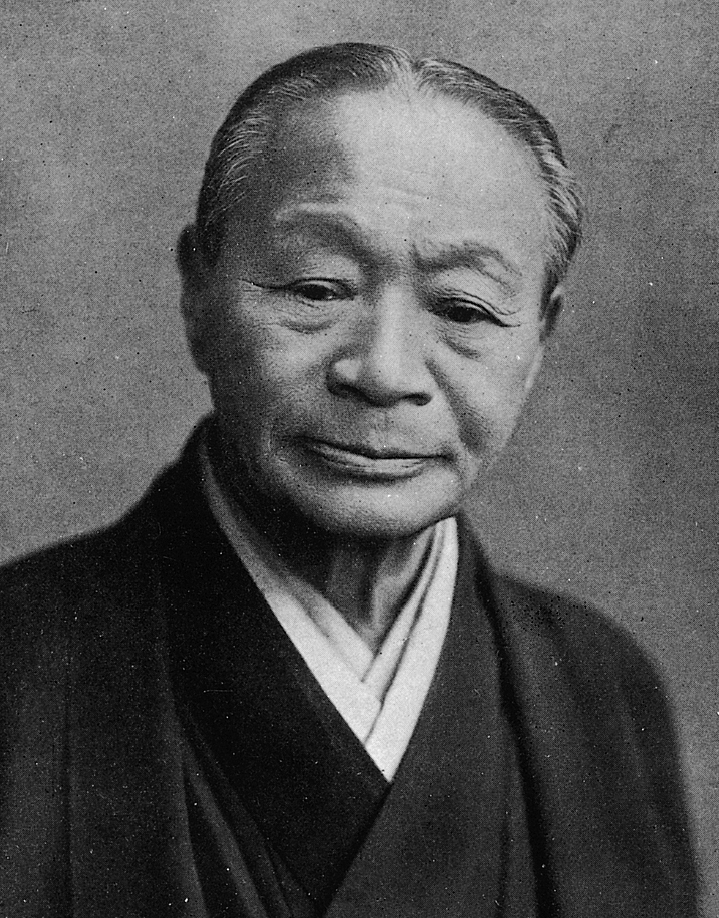
発起人の一人大倉喜八郎

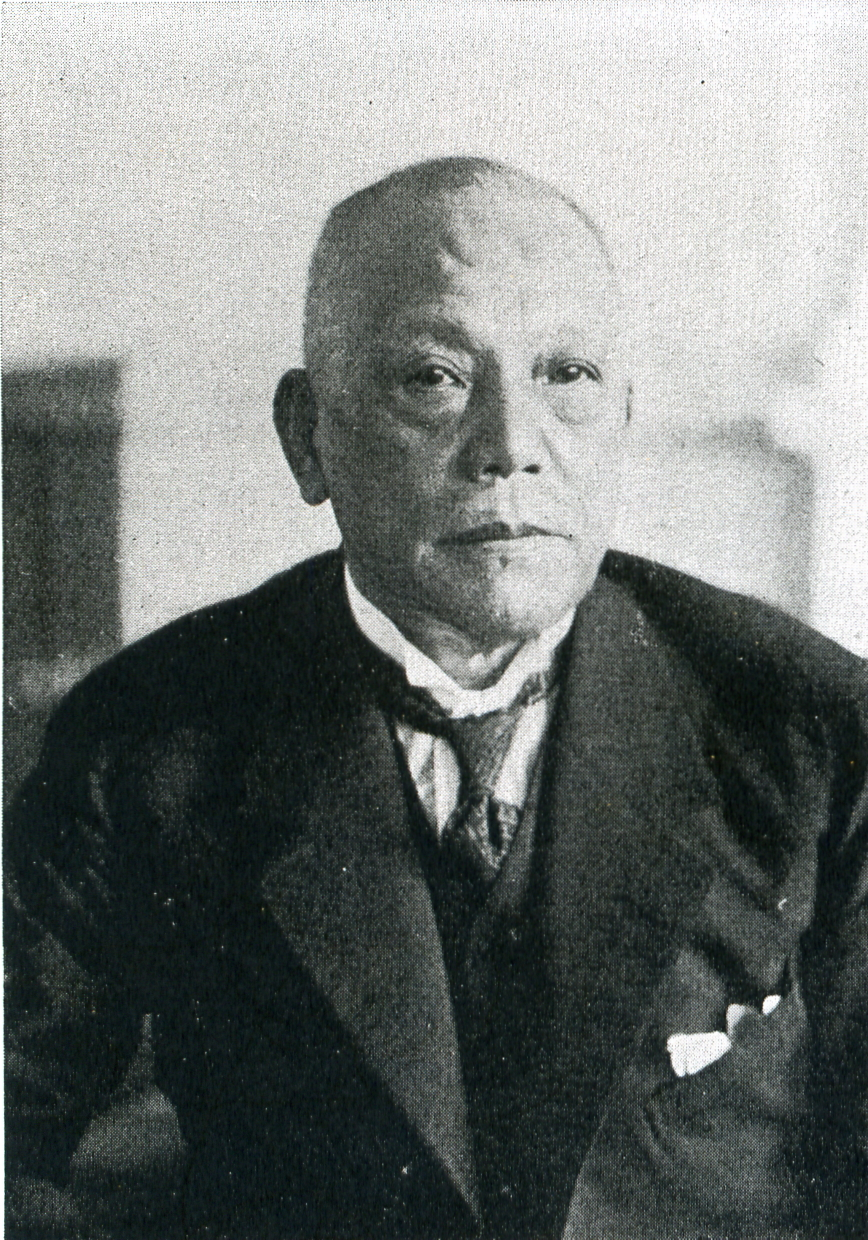
発起人の一人山本条太郎

1907年（明治40年）、東京市内に電気を供給する東京電灯が山梨県東部を流れる桂川（相模川）に駒橋発電所を完成させた。東京電灯は1912年（明治45年）さらに同じ桂川に八ツ沢発電所を新設し、電源を全面的に火力発電から水力発電へと転換した。東京市内へ大規模水力発電による電力を送電する動きはその後も続き、1913年（大正2年）に栃木県北部の鬼怒川に発電所を完成させた鬼怒川水力電気が開業し、その電力を引き取って東京市電気局が市内配電を開始。翌1914年（大正3年）には桂川で水力開発を行う桂川電力と同社からの電力で東京市内において営業する日本電灯が開業した。
東京市場を目指す水力開発が進展する中、近隣の神奈川県横浜市へと送電するための水力開発も進行した。初期のものは1906年（明治39年）12月設立の箱根水力電気が手掛けた箱根での水力開発である。同社は1909年（明治42年）に塔之沢発電所を完成させたが、既存の横浜共同電灯（1890年10月開業）との競合ではなく合併を選択し、同年9月に横浜電気となった。合併後の横浜電気では塔之沢発電所と近隣の酒匂川水系にある富士瓦斯紡績峰発電所を電源に加えて水力発電の比率を高めたが、旧横浜共同電灯時代からの火力発電所も維持された。横浜電気はその後水力発電所を増設できず、大戦景気期の需要増加に火力発電所の新増設で対応したことから、第一次世界大戦の影響で燃料石炭価格が高騰した1910年代後半には業績が振るわなくなっていった。
1914年12月、猪苗代水力電気（1911年10月設立）によって福島県の猪苗代湖近くに出力3万7500キロワットの猪苗代第一発電所が完成し、発電所から東京までの225キロメートルを電圧115キロボルトで送電するという大容量長距離送電が開始された。115キロボルトという送電電圧は桂川電力で採用されていた77キロボルトを大きく上回る、当時の日本国内における最高電圧である。この猪苗代水力電気の成功と、それに続く大戦景気による電力需要増加に刺激され、日本各地で大規模水力開発と既存事業者への売電を目的とするいわゆる卸売電力会社の設立が相次ぐようになる。特に大戦終結直後にあたる1919年（大正8年）は会社設立が重なり、関西地方では大同電力の前身にあたる大阪送電・日本水力や日本電力が設立されている。関東地方では群馬県での水力開発と神奈川県のうち川崎方面への供給を目指す群馬電力（後の東京電力）が1919年7月に設立され、12月には新潟県南部での水力開発と東京への長距離送電を目的として東京電灯系列の信越電力が設立された。京浜電力もこうした大戦終戦後に勃興した卸売電力会社の一つである。
京浜電力設立の発端は、1919年1月14日、大倉喜八郎ほか17名からなる「梓川水電株式会社」発起人が長野県中部を流れる信濃川水系梓川（犀川上流部）における水利権を県へ出願したことにある。同年8月16日に水利権の許可が下り、11月には発起人総会で創立委員が選任されて起業手続きが本格化された。発起人の一人佐々木久二によると、佐々木が東海紙料（後の東海パルプ）で常務取締役を務めていた時期に梓川の水利権を出願していたが長く許可されないでいたため、親交のある山本条太郎に頼んで大倉らを引き入れ陣容を整えた上で改めて出願したところ短期間で許可があったという。三峰川（天竜川水系）に水利権を出願中の「三峰川電気化学工業」発起人も新会社への合流を決めたことから、荒井泰治も新会社発起人に加わった。発起人総代には大倉・山本・荒井・大橋新太郎・村田一郎の5名が選ばれた。
梓川水電発起人は化学工業を事業目的に掲げて水利権を得ていたが、水利権を得ると山本条太郎は横浜電気に着目して中村房次郎を介して同社社長上野吉二郎に電力供給を打診した。当時の横浜電気は供給力不足から水力発電による廉価な電源の確保が喫緊の課題となっていた。打診をうけて横浜電気はすぐさま梓川に技師を派遣し、その調査結果を元に山本の打診に応ずると決定した。1920年（大正9年）1月、新会社発起人総代に上野吉二郎ら横浜電気関係者が追加された。これは横浜電気側が単に需要家となるのではなく大株主として新会社の経営にも参画することを求めたためである。株式払込み完了ののち、1920年3月18日、創立総会が開催され京浜電力株式会社の名で会社設立に至った。資本金は200万円、株式数は40万株とされ、6万4500株を発起人、32万5472株を賛成人でそれぞれ引き受け、残り1万28株は公募で株主が集められた。横浜電気の持株数は設立時13万株で、他に電力会社では日本水力（4万5千株。社長は山本条太郎）・信濃電気（2万5千株）・諏訪電気（5千株）が大株主となっている。本社は東京市京橋区（現・中央区）に置かれた。
創立総会では取締役11名と監査役4名が選出され、取締役の中から社長に若尾幾造、副社長に上野吉二郎、常務に佐々木久二・笠原忠造がそれぞれ互選された。初代社長となった若尾幾造は当時の横浜電気・東京電灯取締役。甲州財閥に属する実業家で、横浜で生糸商を経営していた。社長には当初からの発起人である山本条太郎を推す声もあったが山本は平取締役に留まった。また常務の一人笠原忠造は長野市で弁護士業を営む人物である。長野県からは笠原の他に丸山盛雄（信濃電気取締役）と尾澤福太郎（諏訪電気社長）が取締役に名を連ねる。相談役には大倉喜八郎・荒井泰治・大橋新太郎・渡辺福三郎の4名が推薦された。

### 梓川開発と送電線建設

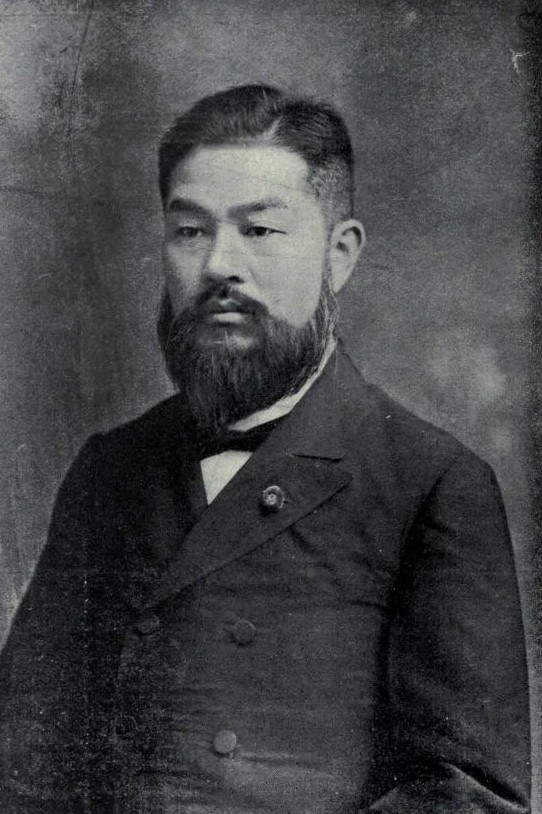
京浜電力初代社長若尾幾造

こうして発足した京浜電力であったが、会社設立とほとんど時を同じくして戦後恐慌が発生し、その影響で1920年8月には着工延期を決断せざるを得なくなった。事業が進捗しない中、大株主の横浜電気は1920年12月東京電灯との間に合併仮契約を交わし、翌1921年（大正10年）5月1日に東京電灯へと吸収された。この合併に伴い横浜電気が所有していた京浜電力の株式15万株が東京電灯へと移る。京浜電力を傘下に収めた東京電灯はただちに事業実施に向けて動き出し、5月10日、発電所完成後の発生電力全部を東京電灯で引き取り年率8.5パーセントの配当を保証するという内容の協定を京浜電力との間に締結した。
東京電灯の後援を得た京浜電力では長野県東筑摩郡波多村字竜島（現・松本市波田）での竜島発電所建設を本格化させた。発電所は2年後の1923年（大正12年）に完成。神奈川県鎌倉郡戸塚町（現・横浜市戸塚区）の横浜変電所と、竜島発電所から横浜変電所へと至る全長200キロメートルの長距離送電線も竣工し、1923年3月7日より送電を開始した。竜島・戸塚間の送電線「京浜線」は154キロボルトの送電電圧を採用しており、これまでの国内最高電圧115キロボルトを上回る高圧送電線である。以後、日本では154キロボルト送電線が長距離送電線の標準仕様となっており、関東地方においては翌1924年（大正13年）4月に新潟県南部の信濃川水系中津川にある発電所と東京とを繋ぐ全長223キロメートルの信越電力「上越線」が154キロボルト送電線として完成している。
京浜電力では1921年9月27日付で横浜市内を供給区域とする一般電力供給事業の許可を逓信省から取得していたものの、実際には竜島発電所の出力2万50キロワットすべてを東京電灯への売電に充てた。京浜電力からの大規模受電は当時の東京電灯横浜支店（旧横浜電気管内）における営業用電力を賄いうるほどの規模であり、東京電灯では横浜支店に属する火力発電所を渇水補給用として東京方面の電源とするという運用も可能となった。開業半年後の関東大震災発生時には横浜方面の電気工作物が全滅したが横浜変電所の被害は軽微であったため、9月13日より竜島発電所からの送電を再開して停電を解消することができた。
京浜電力では甲信送電線が有する送電容量の余力を活かして東京電灯に関する電力輸送（託送）を引き受けた。最初の託送は大同電力関係のものである。1924年1月、東京電灯は木曽川に発電所を持つ大同電力からの電力購入を開始した。受電地点は大同電力が東筑摩郡広丘村大字郷原（現・塩尻市広丘郷原）に設けた塩尻変電所と定められており、大同電力桃山発電所などからの電力を塩尻変電所にて154キロボルトに昇圧し、これを京浜電力送電線で東京方面へと送電する、という送電系統が構築された。次いで1924年8月、東京電灯が犀川支流の高瀬川にある東信電気の発電所群から受電するにあたり、高瀬川変電所と塩尻開閉所を繋ぐ154キロボルト送電線「高瀬川線」を建設。高瀬川の発電所群から高瀬川線・京浜電力送電線を通じて東京方面へ送電するという体制を整備した。接続送電線が増加した結果、1925年（大正14年）4月末時点で京浜電力送電線で輸送される電力は
- 竜島発電所の発生電力2万50キロワット
- 大同電力からの受電分2万7000キロワット
  - 桃山発電所分や大同電力が購入した中央電気大谷発電所（新潟県）分の電力などからなる[21]。
- 東信電気高瀬川発電所群（5か所）の発生電力3万5000キロワット

の合計8万2050キロワットに達した。なお、送電線終端の横浜変電所よりも手前側にあたる橋本開閉所（神奈川県）にて分岐し東京電灯橋本変電所を通じて東京方面へと直接送電するという送電経路も1924年10月より利用されるようになった。託送電力のうち半分はこの橋本開閉所にて東京電灯へと引き渡されている。
会社設立段階の計画では第1期工事として長野県上伊那郡伊那里村大字中尾（現・伊那市長谷中尾）に三峰川第一発電所を、同郡河南村勝間・小原（現・伊那市高遠町勝間・小原）に三峰川第二発電所をそれぞれ建設する予定であったが、三峰川における発電所建設は実現していない。

### 東京電灯への合併

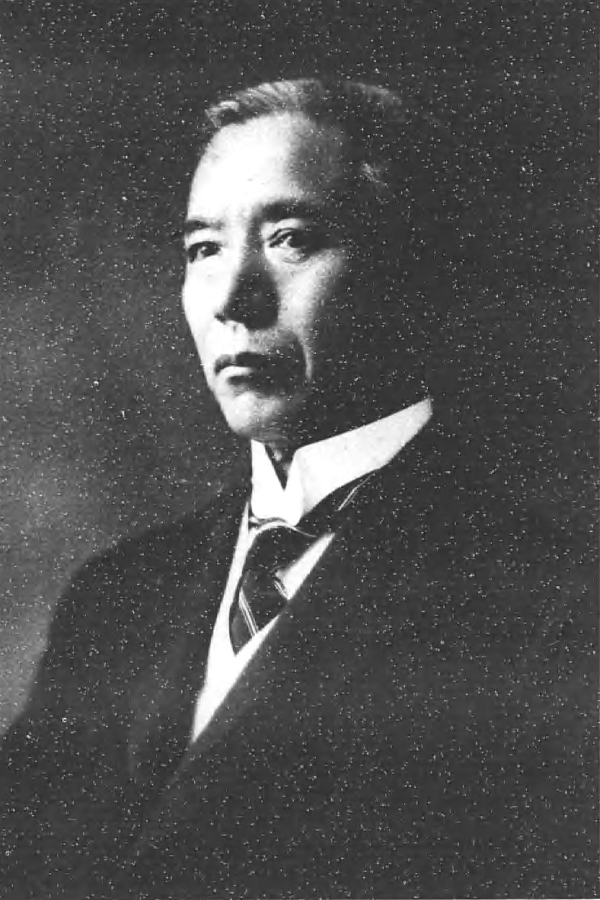
拡張時代の東京電灯社長神戸挙一

京浜電力の親会社となった東京電灯は元来東京市内とその近郊および八王子方面に供給する事業者であったが、1920年3月に東京市場で競合する日本電灯を合併したことを機に事業統合を活発化させ、事業規模を急速に拡大した。京浜電力の最初の親会社にあたる横浜電気の合併もその一環である。1921年には横浜電気以外にも群馬県の高崎水力電気・利根発電などを合併。翌1922年には桂川電力、1923年4月には猪苗代水力電気を吸収した。
急膨張する東京電灯は、電力供給や配当保証で関係が緊密化していた京浜電力についても吸収を図り、1923年4月30日、合併に関する予備契約を締結した。その内容は、
- 京浜電力は第2期工事に着手する。
- 東京電灯は第2期工事分の電力を全量引き取る。
- 東京電灯は第2期工事分についても引き続き年率8.5パーセントの配当保証を約束する。
- 京浜電力は第2期工事着手にあたり工事費調達のため資本金1200万円を増加する。
- 両社は1924年6月30日までに合併する。

というものであった。京浜電力では同年5月25日開催の株主総会にてこの予備契約について承認を得、資本金を2000万円から3200万円へと引き上げた。ところが契約半年後に関東大震災が発生したため、1924年3月になって合併期日の1年延期が決まった。なお震災では本社が全焼する、送電線鉄塔が2基倒壊するなど2万8千円の被害に遭っている。
1925年6月5日、東京電灯と京浜電力は合併予備契約を基礎として改めて合併契約を締結。6月23日、両社はそれぞれ株主総会を開催し、東京電灯では京浜電力の合併を、京浜電力では合併とそれに伴う解散を決議した。合併契約の概要は次の通り。
- 東京電灯は資本金を1957万円増加し、その増加による株式39万1400株を京浜電力の株主に対し持株10株につき9.5株の割合で交付する。
  - このとき東京電灯が保有する京浜電力の株式22万8000株については消却する。
- 東京電灯は京浜電力に対し別途役員功労金や解散手当を交付する。
- 合併期日は1925年10月1日とする。

1925年9月30日付で逓信省からの合併認可があり、契約中の合併期日に沿って翌10月1日付で東京電灯は京浜電力の合併を実施。11月9日東京電灯で合併報告総会が開かれて合併手続きは完了、11日付で合併登記を終えた。なお東京電灯は京浜電力合併と同時に静岡県東部に供給区域を持つ富士水電も合併している。東京電灯の事業拡大はその後も続き、翌1926年（大正15年）5月には関東一円に供給区域が散在する帝国電灯が吸収された。
東京電灯との合併後、旧京浜電力の施設のうち神奈川県鎌倉郡戸塚町の変電所は「戸塚変電所」、竜島発電所と戸塚変電所を結ぶ154キロボルト送電線は「甲信線」という名称になっている。

## 2代目京浜電力の展開
以下、1925年から1941年にかけて存在した2代目の京浜電力（旧社名：第二京浜電力）の沿革について記述する。

### 第二京浜電力の設立
1923年4月に京浜電力は東京電灯との合併方針を決定したが、他方で株主の資金力に余裕があり経験を積んだ従業員を多数抱えることもあって、東京電灯の了解を得た上で別会社を起こし、梓川で工事中の奈川渡・大白川両発電所を東京電灯ではなくこの別会社に引き継ぐ方針を固めた。別会社は「第二京浜電力株式会社」の社名で1925年5月30日に発足。資本金は500万円で、京浜電力が奈川渡・大白川両発電所や竜島発電所との連絡送電線に関する工事資産を現物出資することで全10万株のうち9万8550株を引き受けた。この持株は東京電灯との合併により同社へと引き継がれている。
第二京浜電力の創立総会では取締役11名と監査役3名が選ばれた。取締役のうち1名（駒井宇一郎）が欠けている以外、この段階での京浜電力役員と同じ顔触れである。社長は若尾幾造、副社長は上野吉二郎、常務は佐々木久二・笠原忠造がそれぞれ引き続き務めている。第二京浜電力では、初代京浜電力が東京電灯に吸収された後の適当な時期に増資を行って旧株主に対し新株引き受けの権利を提供するという計画を設立前の段階から立てていた。この増資は1925年10月22日の臨時株主総会で決議され、第二京浜電力の資本金は1600万円増の2100万円となった。1600万円分、32万株の増資新株は初代京浜電力の最終株主に対し持株2株につき1株の比率で割り当てられており、同年10月末時点では東京電灯（旧株9万8550株・新株11万4000株所有）や信濃電気（新株1万5855株所有）、諏訪電気（新株1万5303株所有）が大株主となっている。
増資手続きが完了した翌1926年（大正15年）3月20日の臨時株主総会にて社名を「京浜電力株式会社」と改めた。これ以降に合併を伴わない増資は行われていない。一方で経営陣については1928年（昭和3年）までの間に異動が多数あった。まず1926年11月、2人の常務取締役のうち笠原忠造が死去し、翌1927年（昭和2年）5月新たに広瀬為久が常務取締役に選ばれた。広瀬は当時の東京電灯社長若尾璋八の実弟である。1928年6月には初代社長若尾幾造の死去をうけて副社長の上野吉二郎が第2代社長に昇格したが、同年11月若尾璋八と交代した。

### 梓川開発の進展

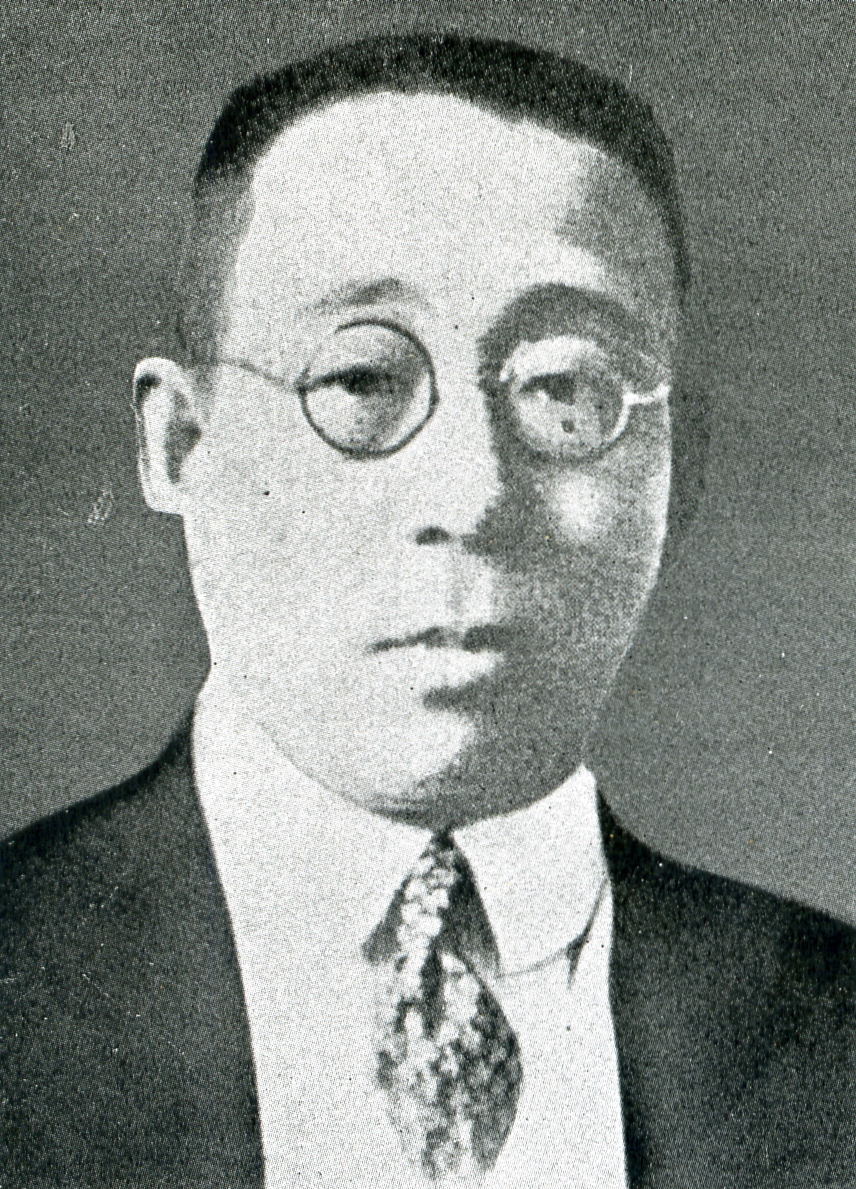
第3代社長若尾璋八

2代目京浜電力では、初代京浜電力が完成させた竜島発電所の上流側にあたる長野県南安曇郡安曇村（現・松本市安曇）において電源開発を展開した。初代京浜電力によってすでに着工されていた奈川渡・大白川両発電所は会社発足から4か月後の1925年11月26日より運転を開始。同日より東京電灯に対し合計1万1000キロワットの電力供給を開始して2代目京浜電力は開業した。奈川渡発電所は梓川とその支流奈川から、大白川発電所は梓川支流の大白川からそれぞれ取水する発電所であり、どちらも使用した水は竜島発電所へ直接流す点を特徴とする。さらに1927年12月には前川発電所が運転を開始し、1928年11月には湯川発電所も運転を始めた。前者は梓川支流の前川にある発電所、後者は梓川と支流湯川の双方から取水する発電所である。
全面完成後の発電所出力は奈川渡発電所が1万8464キロワット、大白川発電所が2950キロワット、前川発電所が2100キロワット、湯川発電所が6000キロワットであった（1929年時点）。これらの電力は自社の霞沢・奈川渡送電線（総延長17キロメートル・送電電圧154キロボルト）によって竜島開閉所まで送電されたのち、竜島発電所の発生電力とあわせて東京電灯甲信線に送られた。この送電経路の起点にあたる霞沢変電所には、隣接する梓川電力霞沢発電所の発生電力も合流した。梓川電力は地元長野県の電力会社信濃電気・長野電灯の共同出資にて設立された、京浜電力とは別系統の発電会社である。同社霞沢発電所は梓川の大正池から取水する出力3万1100キロワットという大型発電所で、湯川発電所に続き1928年12月1日より運転を開始した。
なお、初代京浜電力が電気事業法に基づく電気事業者（1921年9月許可）であったのに対し、2代目京浜電力は同法の対象から外れた自家用電気工作物施設者として長く扱われた。ただし開業後の1926年6月1日付で逓信省より東京電灯その他への電力供給をなす事業者として電気事業法準用事業の認定を得ている。その後1932年（昭和7年）に改正電気事業法が施行されると、2代目京浜電力も電気事業者（特定供給事業者）の一つとして扱われるようになった。
京浜電力から電力を購入する側の東京電灯では、1920年代に入っても電源増強を続けていた。ただし多額の投資額を必要とする自社開発は控え、資本関係を結んだ傍系会社に開発を任せてその電力を購入するという方針を採った。その結果有価証券投資額が増加して財務体質の悪化が目立ちはじめたことから、1927年3月「東電証券」という持株会社を子会社として設立し、京浜電力をはじめ東信電気・信越電力など傍系会社の株式を同社へと移した。その後東京電灯は東京電力（1928年東京電灯が吸収）やそれに続く日本電力との需要家争奪戦、いわゆる「電力戦」で疲弊し業績が悪化していく。業績悪化に直面した東京電灯はさしあたり支出の3-4割を占める購入電力料に目を付け、購入先各社と交渉し購入電力料を順次引き下げていった。このような東京電灯の動向は収入のほとんどを同社が支払う電力料に依存する京浜電力の経営にも反映されており、設立以来順調に収入を伸ばして1929年より年率8パーセントの配当を行っていたものの1930年（昭和5年）より減収に転じ、同年下期には年率6パーセントへの減配を余儀なくされた。
東京電灯では経営不振のため1930年6月に社長の若尾璋八が更迭され、会長兼社長郷誠之助（1927年会長就任）・副社長小林一三（1928年就任）という新体制が発足した。これに伴い若尾は同年8月京浜電力社長からも退いている。京浜電力は以後社長・副社長ともに空席となり、2人の常務取締役が経営を担う体制となった。なお、郷や小林は京浜電力役員には就いていない。

### 中央電力の合併

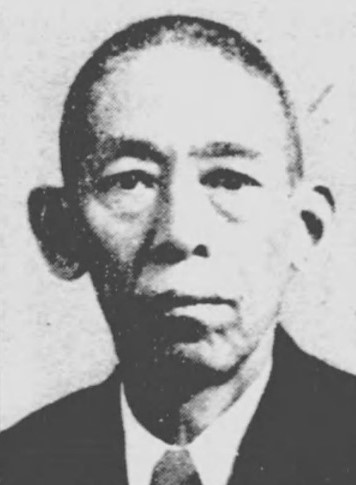
中央電力第3代社長・京浜電力常務田邊七六

東京電灯が打ち出した購入電力整理の方針は購入先自体を削減するという方法も採られた。1931年（昭和6年）に東京電灯が新潟県南部に発電所を持つ東京発電（旧・信越電力）を合併したのはその一環である。さらに購入先同士の合併も試みられ、その結果、中央電力と小武川電力の合併が実現した。2社のうち中央電力株式会社は京浜電力の傘下にあった発電会社である。
中央電力設立の発端は、中村啓次郎・田邊七六らが山梨県西部を流れる富士川水系釜無川の水利権を出願したことにある。1918年（大正7年）5月の出願から時間を要したが1923年8月に許可を得るところまで進んだ。水利権許可をうけて若尾幾造・上野吉二郎ら京浜電力関係者が参加して起業手続きを進めたが、直後の関東大震災発生で資金集めに難航し、期限中に会社設立を果たせず水利権失効に追い込まれた。それでも上野や田邊七六は起業実現を目指し水利権の再取得を運動して1925年6月再許可を実現、同年7月3日会社設立に漕ぎつけた。こうして設立された中央電力は資本金300万円の会社で、本社を東京市内に構えた。京浜電力が株式の約3分の1を引き受けており、社長は若尾幾造、副社長は上野吉二郎が兼ねた。それ以外に田邊七六が専務取締役に入っている。
中央電力では1925年11月より山梨県北巨摩郡清春村（現・北杜市）に釜無川第一発電所（出力5380キロワット）、その下流の北巨摩郡日野春村（現・北杜市）に釜無川第二発電所（出力5770キロワット）を着工。1926年12月1日両発電所の運転を開始し、東京電灯への送電を開始した。その送電経路は、両発電所からの電力を一旦東京電灯釜無川変電所（日野春村所在）に集め、同所で66キロボルトから154キロボルトへと昇圧。釜無川変電所には東京電灯甲信線の支線が接続するため、甲信線に合流して東京方面へと送電する、というものである。開業後、社長若尾幾太郎の死去をうけて京浜電力同様に1928年6月上野吉二郎が社長に昇格したが、同年12月に辞任し、専務の田邊七六と交代した。
1932年12月3日、京浜電力は中央電力との間で合併契約を締結した。合併は京浜電力側の意思ではなく親会社東京電灯の購入電力整理方針に基づくもので、合併実現による経費の削減で購入電力料値下げの余地を生み出そうという意図があったとされる。同年12月23日に京浜電力・中央電力はそれぞれ臨時株主総会を開いて合併を決議し、翌1933年（昭和8年）3月1日付で合併を実施。3月27日に中央電力側で合併報告総会を開き、合併手続きを完了した。合併に伴う京浜電力の資本金増加は115万円で、京浜電力は自社を除く中央電力株主に対し持株1株につき合併新株1株を交付（＝合併比率1対1）している。なお京浜電力が合併時に保有していた中央電力の株式3万7000株（資本金185万円相当）は合併に際し消却された。
上記合併報告総会では取締役の大幅な改選があり、初代京浜電力設立時から在任する常務取締役佐々木久二や取締役丸山盛雄・尾澤福太郎・村田一郎らが退いた。佐々木の後任常務取締役には中央電力社長から転じた田邊七六が入っており、以後田邊と広瀬為久の2人を常務とする経営体制となった。

### 小武川電力の合併

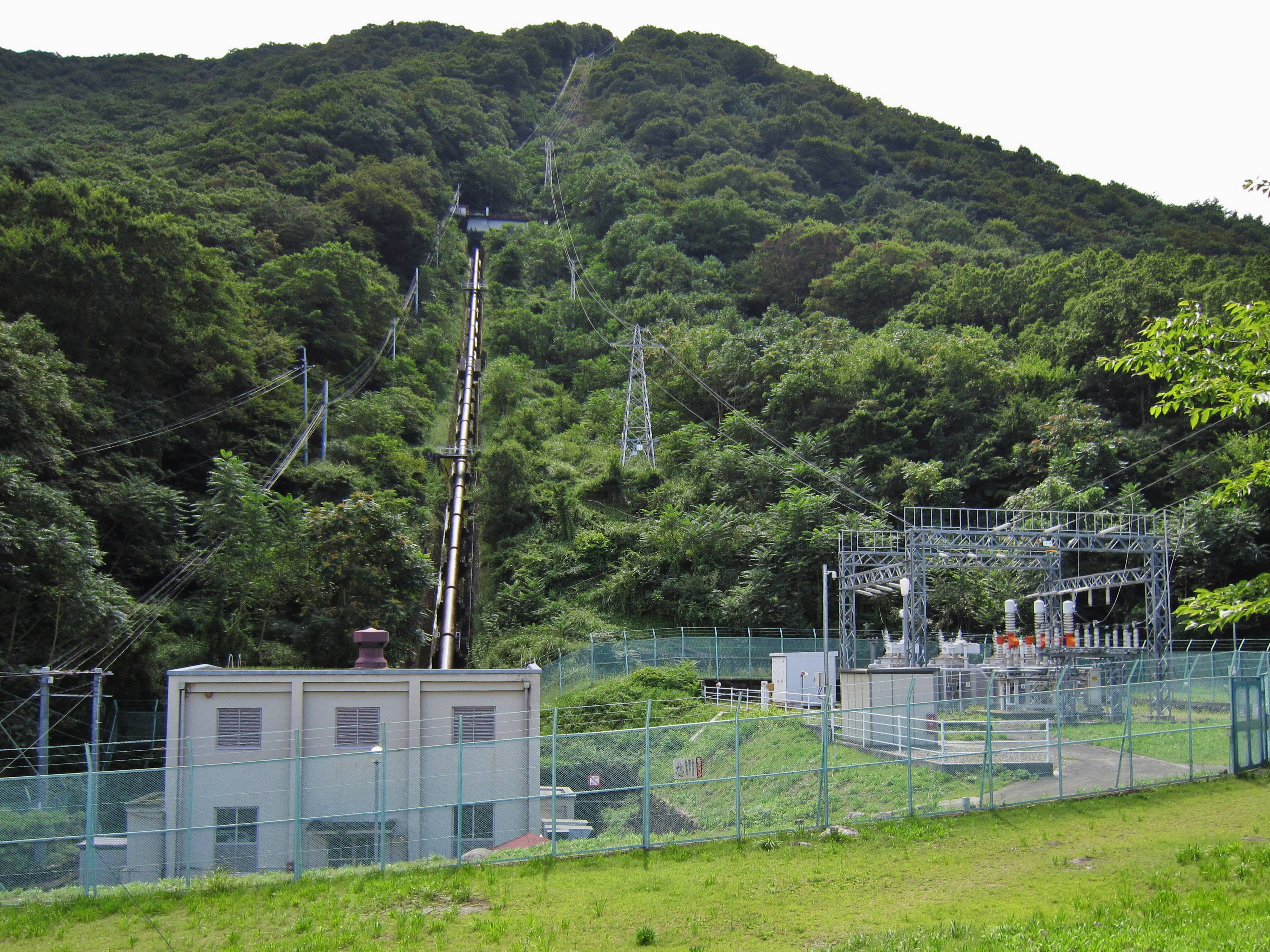
小武川第四発電所（2011年）

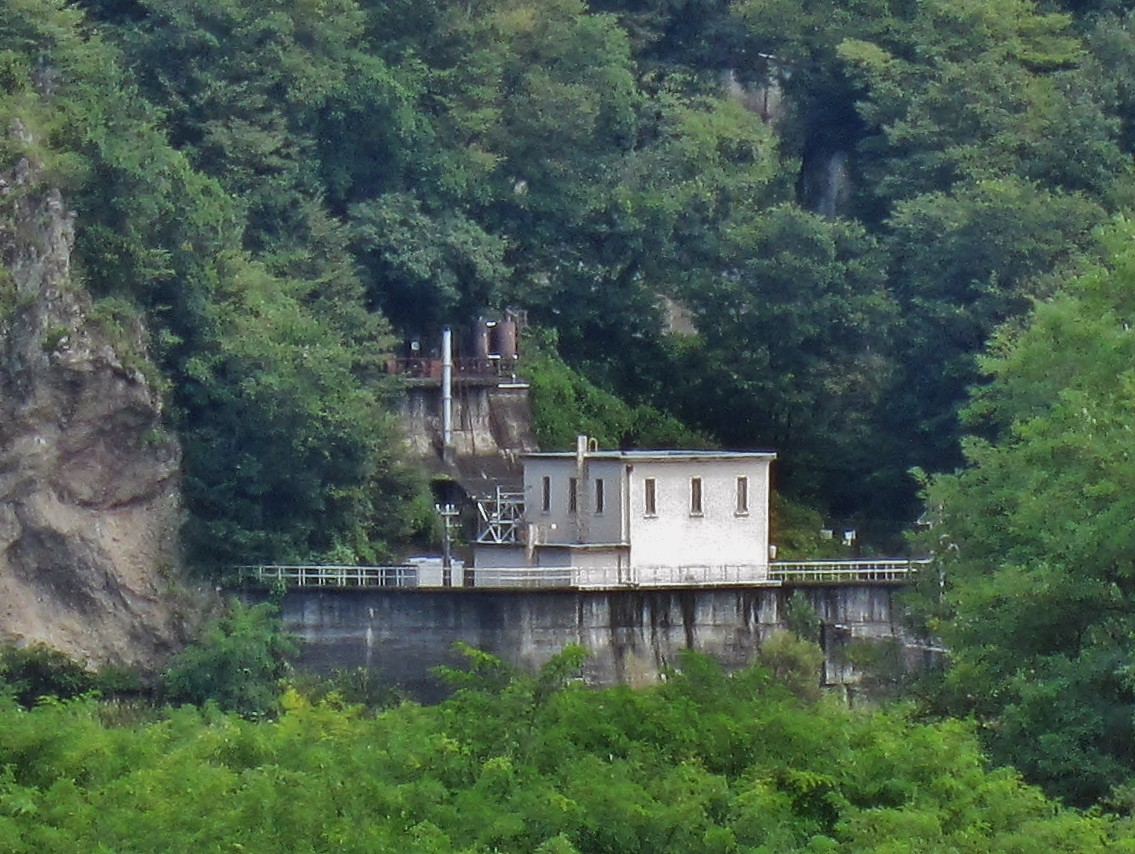
釜無川第三発電所（2011年）

東京電灯の購入電力整理の方針に従って、京浜電力では中央電力に続いて小武川電力株式会社を合併した。その合併手続きは、1934年（昭和9年）3月5日付で合併契約締結、23日臨時株主総会で合併決議、5月30日逓信省より合併認可という順に進み、6月1日合併実施ののち7月11日合併報告総会を開催して手続きを完了した。合併に伴う京浜電力の資本金増加は160万円で、小武川電力株主には持株10株につき8株の割合で合併新株を交付している。合併後の資本金は2375万円である。
小武川電力は、富士川水系の小武川（こむかわ）に水力発電所を構えた発電会社である。設立は1926年1月14日。設立時の資本金は100万円で、本社は東京市内に置いた。かつての桂川電力・日本電灯にも関係した甲州財閥系の実業家小野金六が設立に参加した会社であり、初代社長は小野の甥穴水要七が務め、穴水の死去後は小野の長男小野耕一が社長を務めた。発電所は山梨県北巨摩郡武里村（現・北杜市）の小武川第三発電所（出力1990キロワット）と北巨摩郡円野村（現・韮崎市）の小武川第四発電所（出力1060キロワット）からなり、発生電力をすべて東京電灯へ供給していた。同社への送電経路は旧中央電力と同じく釜無川変電所経由である。発電所の竣工は第三発電所が1927年12月、第四発電所が同年11月。開業後の1928年11月17日付で小武川電力は小武川電器なる会社を合併し、資本金を100万円増加した。従って京浜電力との合併時の資本金は200万円であった。
中央電力と小武川電力の合併により京浜電力は1万キロワット以上の発電力増強を実現し新たな収入源を獲得した。その一方で合併に伴う払込資本金額の増加は計175万円と比較的小幅に留まったため、東京電灯への売電単価が引き下げられたにもかかわらず払込資本金利益率は上昇した。利益率上昇とともに配当率も引き上げられ、1934年上期以降は年率8パーセント配当に復している。従って電力購入先同士の合併で購入電力料値下げの余地を生み出そうという東京電灯の狙いは京浜電力側にも利益をもたらしつつ成功を収めたといえる。
購入電力整理の方針に従い1930年代初頭の東京電灯は購入契約高自体も絞っていたが、1930年代半ばに入ると景気回復に伴う需要増を背景に再び購入電力を増加させるようになった。供給元各社も順次開発を再開し、1928年の湯川発電所完成以来発電所の新設がなかった京浜電力でも1937年（昭和12年）上期より発電所建設に着手、翌1938年（昭和13年）2月に釜無川第三発電所（出力1070キロワット）を、同年4月に島々谷発電所（出力2580キロワット）をそれぞれ完成させた。前者は山梨県北巨摩郡若神子村（現・北杜市）・釜無川に、後者は長野県南安曇郡安曇村・信濃川水系島々谷川に立地する。両発電所の発生電力も東京電灯が購入した。

### 電力国家管理と解散
1930年代後半に入ると政府内において国家による電気事業の管理・統制を目指すいわゆる「電力国家管理」政策が具体化されるようになり、日中戦争勃発後の1938年4月には国策会社日本発送電を通じた政府による発送電事業の管理を規定する「電力管理法」と関連法3法の公布に至った。そして翌1939年（昭和14年）4月1日、電力国家管理の担い手たる日本発送電株式会社が発足をみた。
日本発送電設立に際しては全国の事業者から出力1万キロワット超の火力発電所と送電電圧100キロボルト以上の全送電線、60キロボルト以上の送電幹線が現物出資の形で日本発送電へと集められた。京浜電力の設備では、154キロボルト送電線である霞沢奈川渡線（霞沢変電所・竜島開閉所間）とその起点霞沢変電所が出資対象に指定された。出資設備の評価額は150万2992円とされ、出資の対価として京浜電力には日本発送電の株式3万59株（額面50円全額払込済み、払込総額150万2950円）と現金42円が交付された。日本発送電設立時の出資対象には東京電灯甲信線も含まれており、日本発送電発足後の京浜電力は発電所10か所・総出力4万7360キロワット（1939年末時点）の発生電力すべてを日本発送電へと供給するようになった。1939年上期の供給電力量は1億4596万キロワット時で、日本発送電東京支店管内の電源としては東京電灯・東信電気・関東水力電気に次ぐ第4位の供給量であった。
1940年代に入ると、既存電気事業者の解体と日本発送電の体制強化・配電事業の国家統制にまで踏み込んだ第二次電力国家管理政策が急速に具体化されていく。1941年（昭和16年）4月に発送電管理強化のための電力管理法施行令改正が実行され、同年8月には配電事業統合を規定する「配電統制令」の施行に至った。第二次電力国家管理における日本発送電への出資対象設備には出力5000キロワット超の水力発電所およびそれらと繋がりのある発電所も含まれており、事業者に対し2度に分けて再び日本発送電への設備出資命令が発出された。このとき京浜電力が出資を命ぜられた設備は以下の通りである。
- 発電設備 ： 釜無川第一・釜無川第二・釜無川第三・小武川第三・小武川第四・島々谷・奈川渡・大白川・前川・湯川各発電所
- 送電設備 ： 発電所間または発電所・変電所間の連絡線6路線

この設備出資は1941年10月1日付で実行された。同時に東京電灯竜島発電所や梓川電力の発電所も日本発送電へ出資されている。
京浜電力に関する出資設備の評価額は1896万5628円と算定された。出資設備の簿価は約1440万円のため3割増の評価益を得ている。一方で日本発送電へ社債246万5752円87銭を引き継いだため、評価額から社債継承額を差し引いた金額を元にして日本発送電の株式32万9997株（額面50円払込済み、払込総額1649万9850円）と現金25円13銭を出資の対価として受け取った。設備出資に伴い、京浜電力では1941年9月29日に臨時株主総会を開き日本発送電への設備出資を決議するとともに解散事由を定め、2日後の10月1日、設備出資とともに解散事由が発生したとして会社を解散した。親会社の東京電灯も追って翌1942年（昭和17年）4月配電統制令に基づき関東配電へと吸収され消滅している。

## 年表
- 1919年（大正8年）
  - 8月16日 - 「梓川水電株式会社」発起人に対し梓川の水利権許可[11]。
- 1920年（大正9年）
  - 3月18日 - 京浜電力株式会社として会社設立[1]。資本金2000万円、本店所在地東京市京橋区元数寄屋町2丁目7番地[1]、初代社長若尾幾造[14]。
  - 4月15日 - 本店を東京市京橋区木挽町2丁目13番地へ移転[88]。
- 1921年（大正10年）
  - 5月10日 - 東京電灯と電力供給に関する協定締結[11]。
  - 9月27日 - 神奈川県横浜市内を電力供給区域として電気事業経営許可取得[11]。
- 1923年（大正12年）
  - 3月7日 - 竜島発電所送電開始[11]。
  - 4月30日 - 東京電灯との間で合併に関する予備契約締結[24]。
  - 5月25日 - 1200万円の増資を決議。資本金を3200万円とする[25]。
  - 9月1日 - 関東大震災で本社社屋全焼[24]。
  - 10月15日 - 本店を東京市麹町区永楽町1丁目1番地へ移転[89]。
- 1925年（大正14年）
  - 5月30日 - 第二京浜電力株式会社設立[31]。資本金500万円、本店所在地東京市麹町区永楽町1丁目1番地[31]、初代社長若尾幾造[36]。
  - 6月5日 - 京浜電力は東京電灯との間に合併契約締結[26]。
  - 10月1日 - 京浜電力と東京電灯の合併実施[26]。
  - 10月22日 - 第二京浜電力は1600万円の増資を決議。資本金を2100万円とする[37]。
  - 11月9日 - 東京電灯で合併報告総会が開催され京浜電力の合併手続き完了[26]。
  - 11月26日 - 奈川渡発電所および大白川発電所の送電開始[36]。
- 1926年（大正15年）
  - 3月20日 - 第二京浜電力は京浜電力株式会社へ社名変更[36]。
- 1927年（昭和2年）
  - 12月2日 - 前川発電所送電開始[44]。
- 1928年（昭和3年）
  - 6月11日 - 上野吉二郎が第2代社長に就任[41]。
  - 11月23日 - 若尾璋八が第3代社長に就任[45]。
  - 11月30日 - 湯川発電所送電開始[45]。
- 1929年（昭和4年）
  - 2月10日 - 本店を東京市麹町区内幸町1丁目3番地へ移転[45][90]。
  - 10月3日 - 本店を東京市麹町区内幸町2丁目16番地へ移転[91]。
- 1930年（昭和5年）
  - 8月10日 - 社長若尾璋八辞任[92]。以後社長空席[16]。
  - 11月28日 - 本店を東京市芝区桜田本郷町23番地・東京電灯社内へ移転[93]。
- 1932年（昭和7年）
  - 12月1日 - 本店住所を東京市芝区田村町1丁目1番地2と変更[94]。
- 1933年（昭和8年）
  - 3月1日 - 中央電力株式会社を合併[65]。資本金は2215万円となる[66]。
- 1934年（昭和9年）
  - 6月1日 - 小武川電力株式会社を合併[69]。資本金は2375万円となる[66]。
- 1938年（昭和13年）
  - 2月18日 - 釜無川第三発電所使用認可[95]。
  - 4月9日 - 島々谷発電所使用認可[95]。
- 1939年（昭和14年）
  - 4月1日 - 日本発送電に対する設備出資実施[86]。対象設備は送電線1路線と変電所1か所[80]。
- 1941年（昭和16年）
  - 10月1日 - 日本発送電に対する追加設備出資実施[86]。対象設備は全水力発電所（10か所）と送電線6路線[84]。設備出資に伴い京浜電力解散[32]。

## 設備

### 発電所一覧表
初代・2代目ともに京浜電力が運転した発電所はすべて水力発電所である。初代京浜電力は発電所を1か所建設・運転し、2代目発電所は発電所を10か所運転（うち6か所自社建設）した。これらの発電所を一覧表にまとめると以下の通りとなる。
- 発電所出力は1939年末時点[82][96]。

| 長野県・信濃川水系所在 | 長野県・信濃川水系所在 | 長野県・信濃川水系所在         | 長野県・信濃川水系所在     | 長野県・信濃川水系所在 | 長野県・信濃川水系所在 |
| 発電所名               | 出力 (kW)              | 所在地                         | 河川名                     | 運転開始               | 備考                   |
| ---------------------- | ---------------------- | ------------------------------ | -------------------------- | ---------------------- | ---------------------- |
| 湯川                   | 6,000                  | 南安曇郡安曇村（現・松本市）   | 梓川・湯川 ほか3河川       | 1928年11月             |                        |
| 前川                   | 2,100                  | 南安曇郡安曇村（現・松本市）   | 前川・小大野川 ほか2河川   | 1927年12月             |                        |
| 奈川渡                 | 18,460                 | 南安曇郡安曇村（現・松本市）   | 梓川・前川・奈川 ほか4河川 | 1925年11月             |                        |
| 大白川                 | 2,950                  | 南安曇郡安曇村（現・松本市）   | 大白川                     | 1925年11月             |                        |
| 島々谷                 | 2,580                  | 南安曇郡安曇村（現・松本市）   | 島々谷川                   | 1938年4月              |                        |
| 竜島                   | 20,100                 | 東筑摩郡波田村（現・松本市）   | 梓川・大白川 ほか2河川     | 1923年3月              | 初代京浜電力が建設     |
| 山梨県・富士川水系所在 |                        |                                |                            |                        |                        |
| 発電所名               | 出力 (kW)              | 所在地                         | 河川名                     | 運転開始               | 備考                   |
| 釜無川第一             | 5,380                  | 北巨摩郡清春村（現・北杜市）   | 釜無川 ほか9河川           | 1926年12月             | 旧中央電力が建設       |
| 釜無川第二             | 5,770                  | 北巨摩郡日野春村（現・北杜市） | 釜無川 ほか3河川           | 1926年12月             | 旧中央電力が建設       |
| 釜無川第三             | 1,070                  | 北巨摩郡若神子村（現・北杜市） | 釜無川                     | 1938年2月              |                        |
| 小武川第三             | 1,990                  | 北巨摩郡武里村（現・北杜市）   | 小武川・上来沢             | 1927年12月             | 旧小武川電力が建設     |
| 小武川第四             | 1,060                  | 北巨摩郡円野村（現・韮崎市）   | 小武川                     | 1927年12月             | 旧小武川電力が建設     |

上記発電所は東京電灯に引き継がれていた竜島発電所を含めてすべて1941年10月日本発送電へと出資され、同社東京支店の管轄下に置かれた。次いで太平洋戦争後、1951年（昭和26年）5月実施の電気事業再編成ではいずれも日本発送電から東京電力へと継承されている。

### 主要発電所
以下、京浜電力の発電所のうち出力5000キロワット以上の発電所についてその概略を記述する。

#### 竜島発電所
竜島発電所の位置 ： 北緯36度10分52.7秒 東経137度47分38.1秒 / 北緯36.181306度 東経137.793917度
初代京浜電力の時代に完成した発電所は竜島発電所（龍島発電所、りゅうしまはつでんしょ）である。所在地は長野県中部の東筑摩郡波田村（現・松本市波田）で、信濃川水系梓川（犀川上流部）に面した位置にある。1923年（大正12年）3月7日より運転を開始した。
竜島発電所の取水堰堤は梓川と支流奈川の合流点近くにあった。取水口からは梓川右岸に通された約9.5キロメートルの水路で発電所へと導水されるが、途中で大白川発電所（梓川支流の大白川から取水）の放水、支流水殿川からの取水、別の支流黒川からの取水がそれぞれ合流する。従って竜島発電所では梓川と大白川・水殿川・黒川の水を発電に用いた。このうち梓川の右岸、水殿川合流点付近には水殿川からの取水が流れ込む調整池が設けられた。調整池には主水路からも水を流すことができ、発電量を調整可能である。ただし調整池は主水路よりも低い位置にあるため調整池から主水路へと水を流す際には電動ポンプを必要とする。水殿川取水路と調整池は発電所完成後に起工され1924年（大正13年）9月に竣工した。
発電設備は米国アリス・チャルマーズ (Allis-Chalmers) 製縦軸フランシス水車およびゼネラル・エレクトリック (GE) 製1万3000キロボルトアンペア発電機各2台からなる。発生電力の周波数は関東送電のため50ヘルツの設定。発電所出力は2万50キロワットである（ただし1934年時点では出力2万100キロワット）。発生電力は神奈川県鎌倉郡戸塚町（現・横浜市戸塚区）の横浜変電所まで、送電電圧154キロボルトの自社送電線「京浜線」（後の「甲信線」）にて長距離送電される。なお、1938年に完成した島々谷発電所からの送電線はすでに東京電灯所属であった竜島発電所に繋がれた（島々谷線・送電電圧6.6キロボルト）。
竜島発電所は戦後、東京電力によって1966年（昭和41年）11月12日付で廃止された。廃止は1964年（昭和39年）12月に着工された梓川再開発（奈川渡ダム・水殿ダム・稲核ダム建設）に伴う。この再開発によって稲核ダム下流に新設された新竜島発電所（1969年1月運転開始）は、1970年（昭和45年）10月より「竜島発電所」の名を継いでいる。

#### 奈川渡発電所

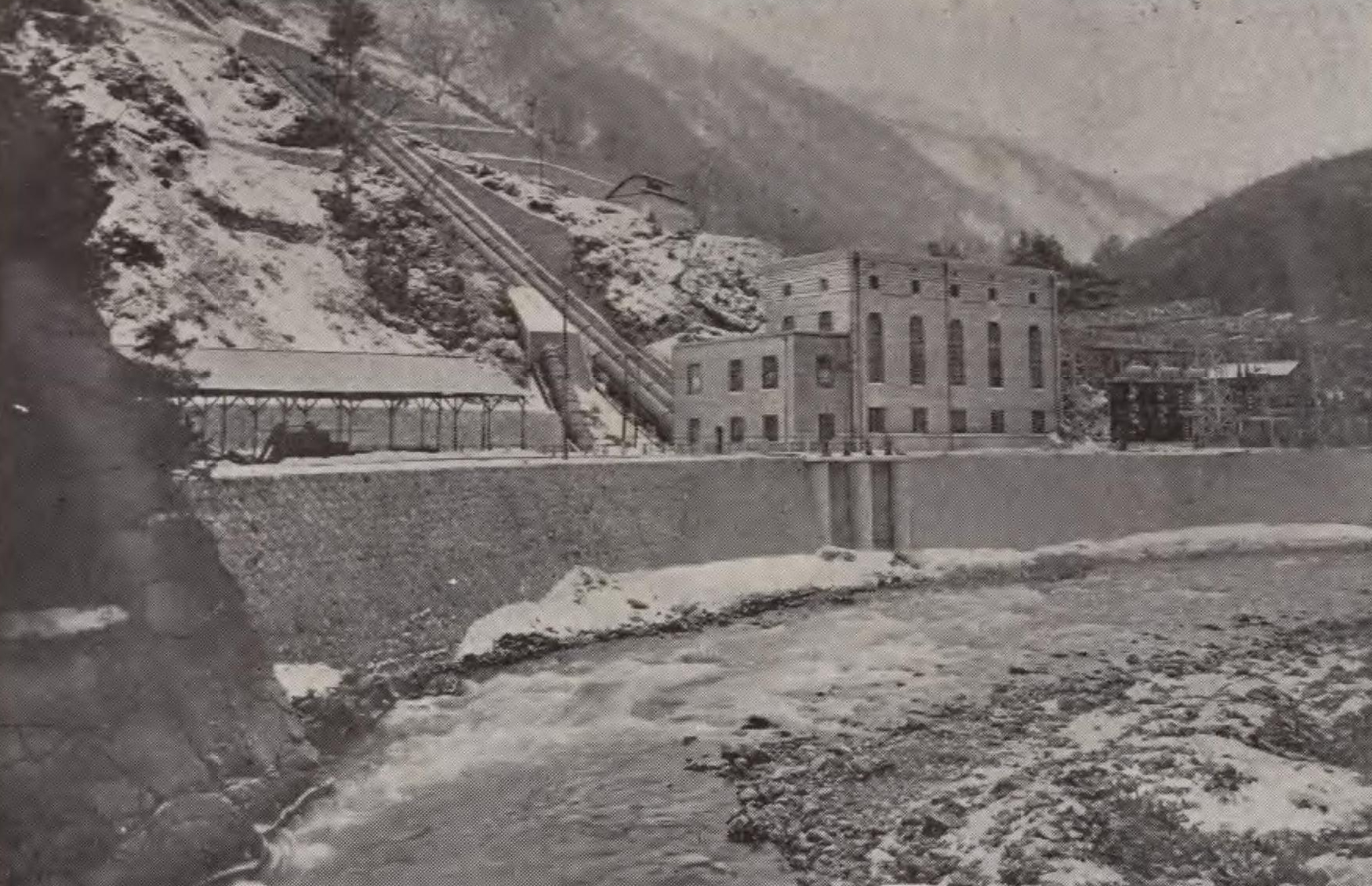
奈川渡発電所（1920年代）

2代目京浜電力時代の主力発電所は奈川渡発電所（ながわとはつでんしょ）である。所在地は長野県南安曇郡安曇村（現・松本市安曇）で、梓川の右岸、支流奈川との合流点手前にあった。1925年（大正14年）11月26日より近隣の大白川発電所とともに運転を開始した。
奈川渡発電所は梓川と支流奈川の双方に取水堰堤を設けて取水していた。梓川取水口からの水路は全長6.7キロメートルで、取水口付近は梓川左岸に通されているがすぐに水路橋で右岸側へと移る。水路の途中では前川発電所（支流前川・小大野川から取水）の放水路が合流し、さらに前川・小大野川の残水取水口からの水も加わる。梓川水路に関しては1年遅れの1926年（大正15年）12月に完成した。一方の奈川取水口からは全長4.9キロメートルの水路が川の左岸に通されている。梓川水路と奈川水路は発電所上部水槽の手前約50メートルの地点で合流する。なお奈川取水口付近には発電量調整用の調整池（奈川調整池）が設けられていた。この奈川調整池のみ竜島発電所のための設備として先行して1924年9月に竣工している。
発電設備は日立製作所製の縦軸フランシス水車および1万キロボルトアンペア発電機各2台からなる。発電所出力は1万8460キロワット。発電後の水は放水路で下流側の竜島発電所導水路へと直接流された。
上流側に3.8キロメートル離れた前川発電所と下流側に1.4キロメートル離れた大白川発電所はどちらも自動運転発電所であり、送電線が繋がる奈川渡発電所で遠隔操作していた。両発電所の発生電力は奈川渡発電所発生電力ともども構内変圧器で154キロボルトへと昇圧され、竜島開閉所経由で東京電灯甲信線へと送られた。
奈川渡発電所は東京電力時代の1966年11月1日付で廃止された。竜島発電所と同じく梓川再開発に伴う廃止である。再開発では梓川・奈川合流点に奈川渡ダムが建設され発電所も併設されたが、同所は「安曇発電所」と称する。

#### 湯川発電所

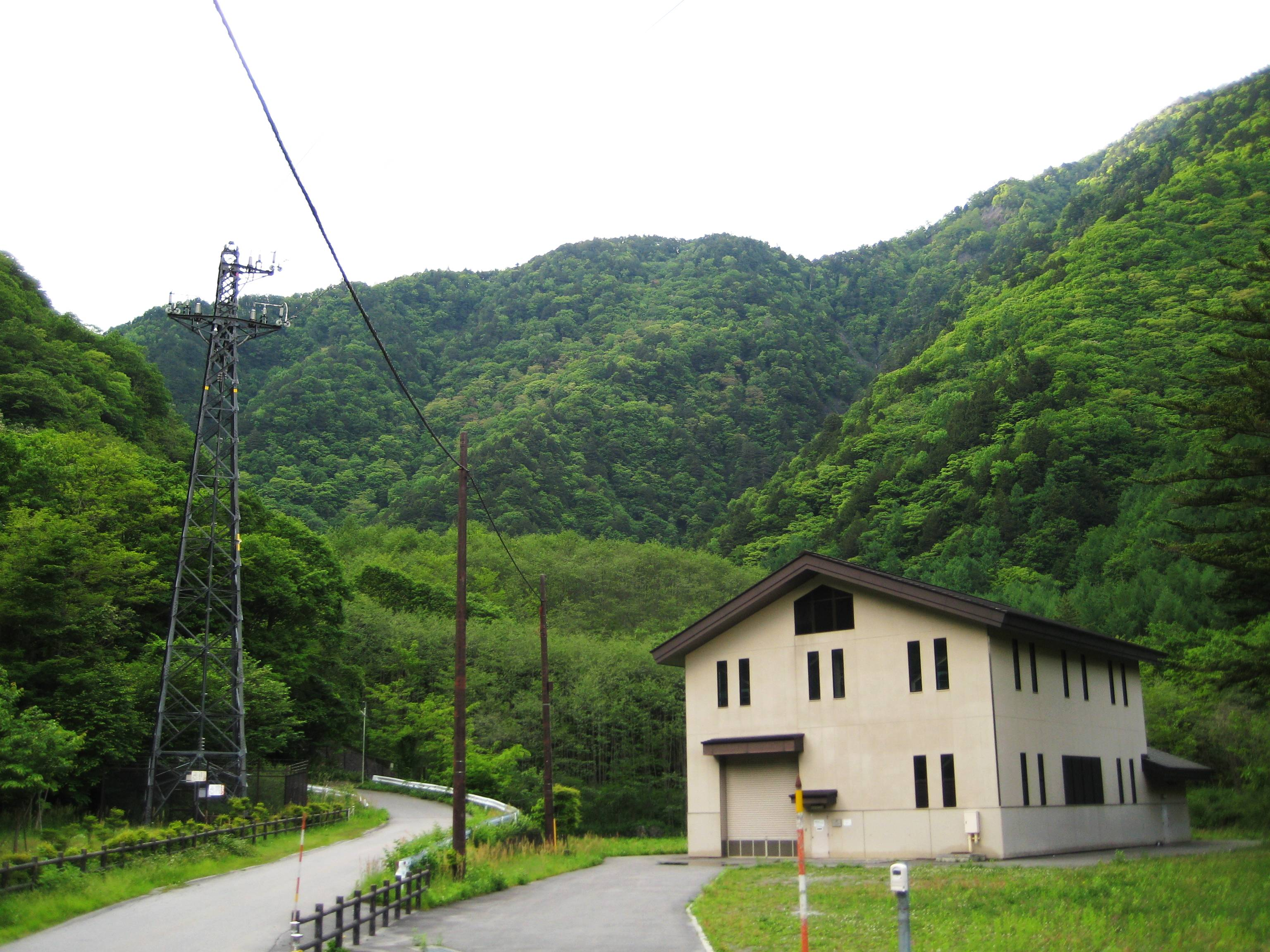
湯川発電所（2008年）

湯川発電所の位置 ： 北緯36度10分21.0秒 東経137度38分35.0秒 / 北緯36.172500度 東経137.643056度
京浜電力社内で最も梓川の上流側にあった発電所が湯川発電所である。南安曇郡安曇村のうち梓川右岸、支流湯川との合流点の手前側に立地する。対岸には梓川電力霞沢発電所がある。1928年（昭和3年）11月30日より運転を開始した。
湯川発電所では梓川と支流湯川の双方から取水する。そのうち梓川の取水堰堤は中の湯温泉の近くに立地するが、対岸にある梓川電力霞沢発電所がそのさらに上流側にある大正池から取水していることから、湯川発電所では霞沢発電所取水口で取水しきれなかった水を使う形となる。一方の湯川取水堰堤は白骨温泉付近に立地。梓川取水口からは4.8キロメートルの水路で、湯川取水口からは2.1キロメートルの水路でそれぞれ発電所近くの調整池へと導水される。この調整池はセバ谷に設けられた高さ23メートルのダム（セバ谷ダム）によって形成されている。調整池から先は上部水槽を経て発電所に達する。
発電設備は日立製作所製の横軸ペルトン水車および3200キロボルトアンペア発電機各2台からなる。発電所出力は6000キロワット。ここも自動運転発電所であり、約400メートル離れた対岸の霞沢変電所（梓川電力霞沢発電所に隣接）にて遠隔操作される。湯川発電所の発生電力は霞沢発電所の発生電力とともに霞沢変電所にて154キロボルトへと昇圧され、奈川渡発電所・竜島開閉所経由で東京電灯甲信線へと送られた。

#### 釜無川第一発電所

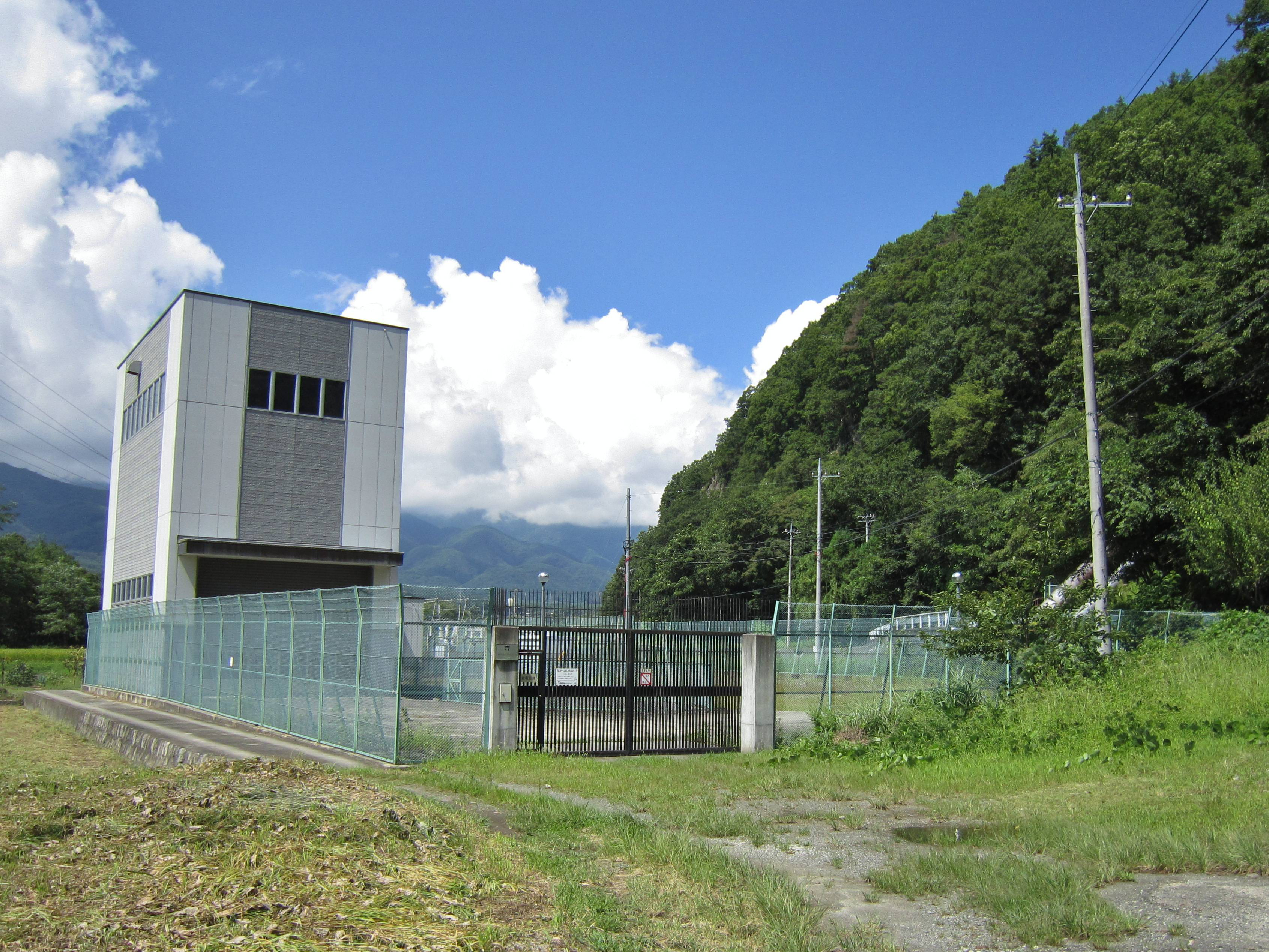
釜無川第一発電所（2011年）

釜無川第一発電所の位置 ： 北緯35度48分58.1秒 東経138度20分16.9秒 / 北緯35.816139度 東経138.338028度
旧中央電力が建設した発電所の一つは釜無川第一発電所である。山梨県西部を流れる富士川水系釜無川の発電所で、北巨摩郡清春村大字片颪（現・北杜市白州町花水）に位置する。1926年12月1日より運転を開始した。
取水堰堤は釜無川をさかのぼって県境を越えた先の長野県諏訪郡落合村（現・富士見町落合）にある。取水口から先は川の左岸に通された約6.5キロメートルの水路によって、頭佐沢という渓流をせき止めて造られた調整池へと導水される。調整池からは上部水槽を経て発電所へと繋がる。
発電設備は電業社製横軸フランシス水車および芝浦製作所製3000キロボルトアンペア発電機各2台からなる。発電所出力は5380キロワット。発生電力はすべて東京電灯へと供給されており、同社では発電所に近接して台ヶ原変電所を設置し、そこから釜無川変電所へ送電線を繋いだ（送電電圧66キロボルト）。

#### 釜無川第二発電所

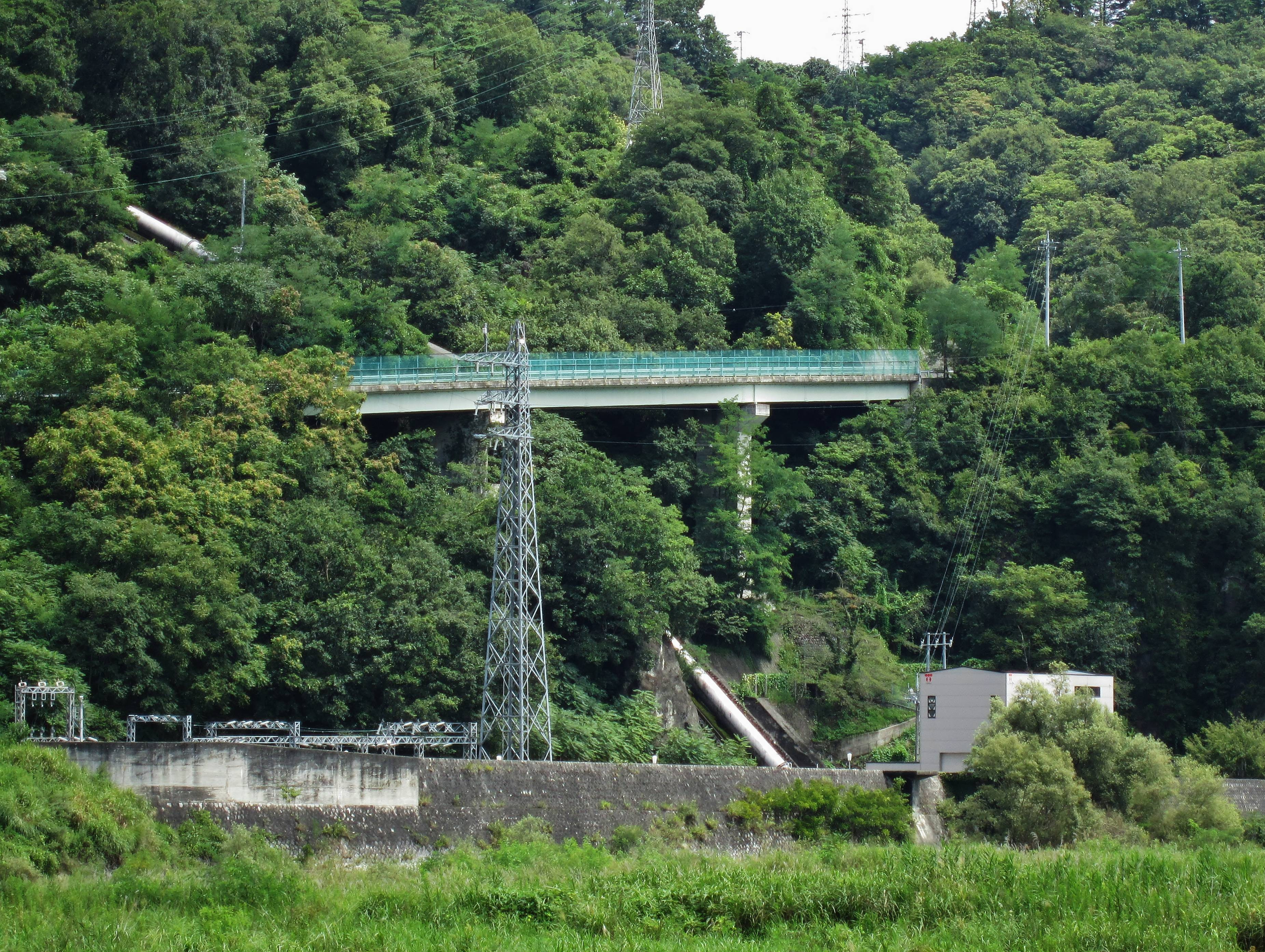
釜無川第二発電所（2011年）

釜無川第二発電所の位置 ： 北緯35度47分12.2秒 東経138度23分31.5秒 / 北緯35.786722度 東経138.392083度
旧中央電力が建設したもう一つの発電所が釜無川第二発電所である。釜無川第一発電所の下流、山梨県北巨摩郡日野春村（現・北杜市長坂町）に位置する。釜無川第一発電所とともに1926年12月1日より運転を開始した。
釜無川第一発電所のすぐ下流側に釜無川を横断する取水堰堤を持つが、第一発電所の放水も直接水路に取り込まれる。水路は川の左岸に通され、全長約5.8キロメートルで発電所の上部水槽に達する。この上部水槽が鳩川という小さな支流に近接することから、鳩川をせき止めて調整池とし上部水槽との間を繋いでいる。この鳩川の水も渇水時には補給用で利用される。
発電設備は電業社製縦軸フランシス水車および芝浦製作所製3200キロボルトアンペア発電機各2台からなる。発電所出力は5770キロワットで、第一発電所と同様発生電力はすべて東京電灯へと供給された。なお、1938年に完成した釜無川第三発電所からの送電線は第二発電所に繋がれた。

### 送電線「甲信線」
発電所概略でたびたび触れた東京電灯の送電線「甲信線」は、竜島発電所と横浜郊外の戸塚変電所を結んでいた送電電圧154キロボルト・亘長201.8キロメートルの送電線である。元は初代京浜電力が竜島発電所とともに建設した送電線（旧称「京浜線」）で、日本で初めて154キロボルトの送電電圧を採用した発電所でもある。
154キロボルト送電線としての実質的な起点は梓川をさかのぼった霞沢変電所（梓川電力霞沢発電所）といえる。霞沢変電所からは奈川渡発電所までの京浜電力霞沢線（亘長7.6キロメートル）および奈川渡発電所から先の京浜電力奈川渡線（亘長9.4キロメートル）で竜島開閉所へと接続した。そのほか、甲信線の途中塩尻開閉所では東京電灯が東信電気の高瀬川発電所群からの受電用に用意した154キロボルト送電線「高瀬川線」が合流した。この高瀬川線は東信電気高瀬川第三発電所に隣接する東京電灯高瀬川変電所を起点とする。
甲信線は山梨県内に亘長2.1キロメートルの分岐線「釜無川支線」を持った。東京電灯釜無川変電所と甲信線を繋ぐもので、使用開始は1926年12月。起点の釜無川変電所は釜無川第二変電所に近接する位置にあり、釜無川・小武川の発電所や佐久地方所在の千曲川系発電所から集められた電力を甲信線へと流すため154キロボルトへと昇圧する機能を有する。なお小武川方面とは、小武川第四発電所の近隣にある東京電灯小武川変電所より送電線（送電電圧66キロボルト）で繋がった。小武川第三発電所と第四発電所の間は京浜電力が自社送電線を架設している。
甲信線の送電先としては終点戸塚変電所のほか橋本変電所・旭変電所が存在した。橋本変電所は神奈川県北部の高座郡相原村（現・相模原市）にあり、甲信線からの電力はここで66キロボルトに降圧されたのち東京電灯八ツ沢線（桂川の八ツ沢発電所が起点）で東京方面へと送電される。橋本変電所経由の送電経路は初代京浜電力時代の1924年10月より使用されている。この橋本変電所には旭変電所とを結ぶ154キロボルト送電線「旭線」も接続する。終点旭変電所は横浜市鶴見区駒岡町にあり、甲信線からの電力が川崎・鶴見方面の需要地へと供給すべく送られた。旭線の使用開始は東京電灯移管後の1926年12月であった。
甲信線は大同電力が東京電灯へと売電するための送電経路として使用された時期もある。甲信線を通じた大同電力による送電は初代京浜電力時代の1924年1月より開始された。送電開始に際し甲信線塩尻開閉所に大同電力桃山発電所を起点とする同社の77キロボルト送電線が接続したが、初代京浜電力では暫定的に桃山発電所からの電力を77キロボルトの電圧のまま引き取り、甲信線の一部を割いて東京電灯送電線に接続する地点まで送電した。同年11月に昇圧用の大同電力塩尻変電所が完成したため、それ以降は大同電力からの電力は154キロボルトへと昇圧の上で甲信線へと送られるようになっている。次いで12月に塩尻変電所へと中央電気の送電線が延長されたことで、塩尻経由で中央電気大谷・鳥坂両発電所や長野電灯平穏発電所の発生電力も甲信線へ送られるようになった。
1929年2月になり、大同電力は天竜川電力南向発電所から東京電灯釜無川変電所まで自社154キロボルト送電線「東京送電線」を完成させ、甲信線への接続地点に釜無川変電所を加えた。この東京送電線は翌年までに残部も完成し、南向発電所および塩尻変電所から横浜市港北区南綱島町の大同電力東京変電所へと至る長距離送電線となる。これを機に大同電力は東京電灯への供給地点を自社送電線の活用が可能な東京変電所へと移すよう求めたが、供給増加問題と重なって交渉は難航、1934年（昭和9年）12月になってようやく切り替えを果たした。この結果、大同電力から東京電灯への供給地点は東京変電所へと移され、甲信線は大同電力の電力輸送に関しては原則使用されなくなった。
甲信線は1939年4月の日本発送電設立に際し釜無川・橋本・戸塚・旭各変電所など関連施設ともども東京電灯から日本発送電へと出資された。日本発送電時代の送電線名は「甲信幹線」（竜島 - 戸塚間）である。